# Sfinții Împărați Constantin și Elena

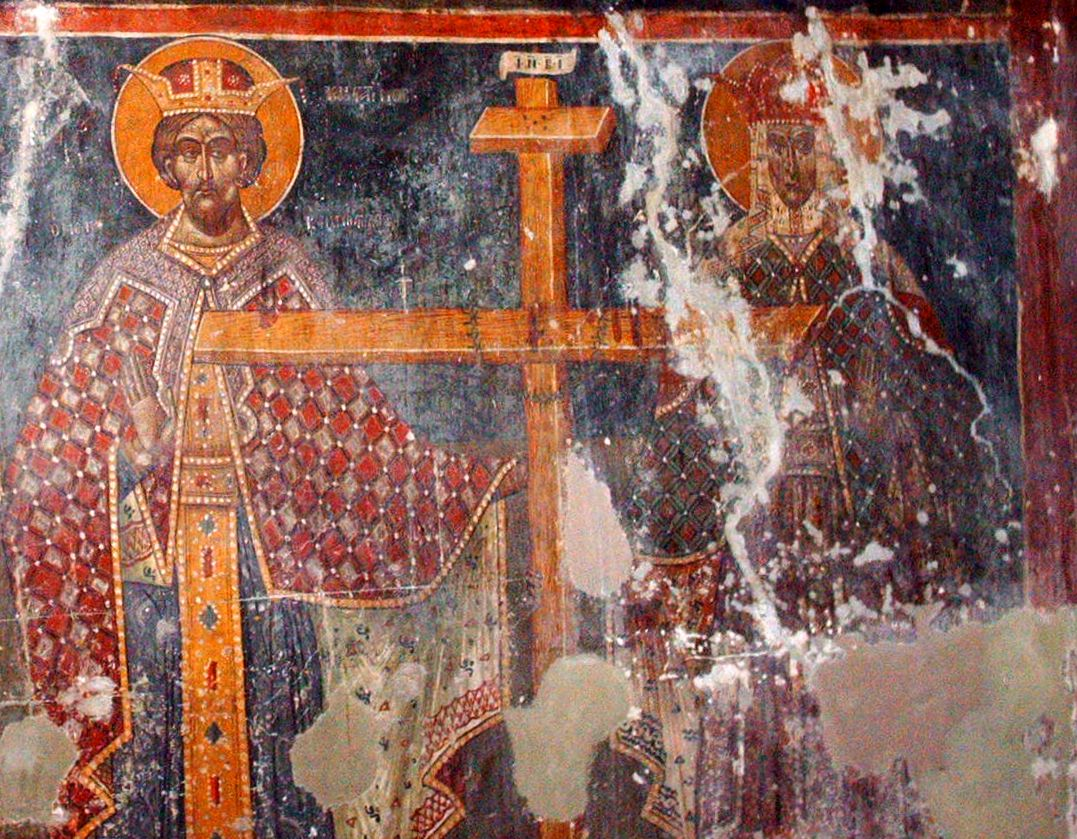
Sfinții Împărați Constantin și Elena, frescă din sec. al XVI-lea, Biserica Sf. Maria din Vlaherna, Berat, Albania

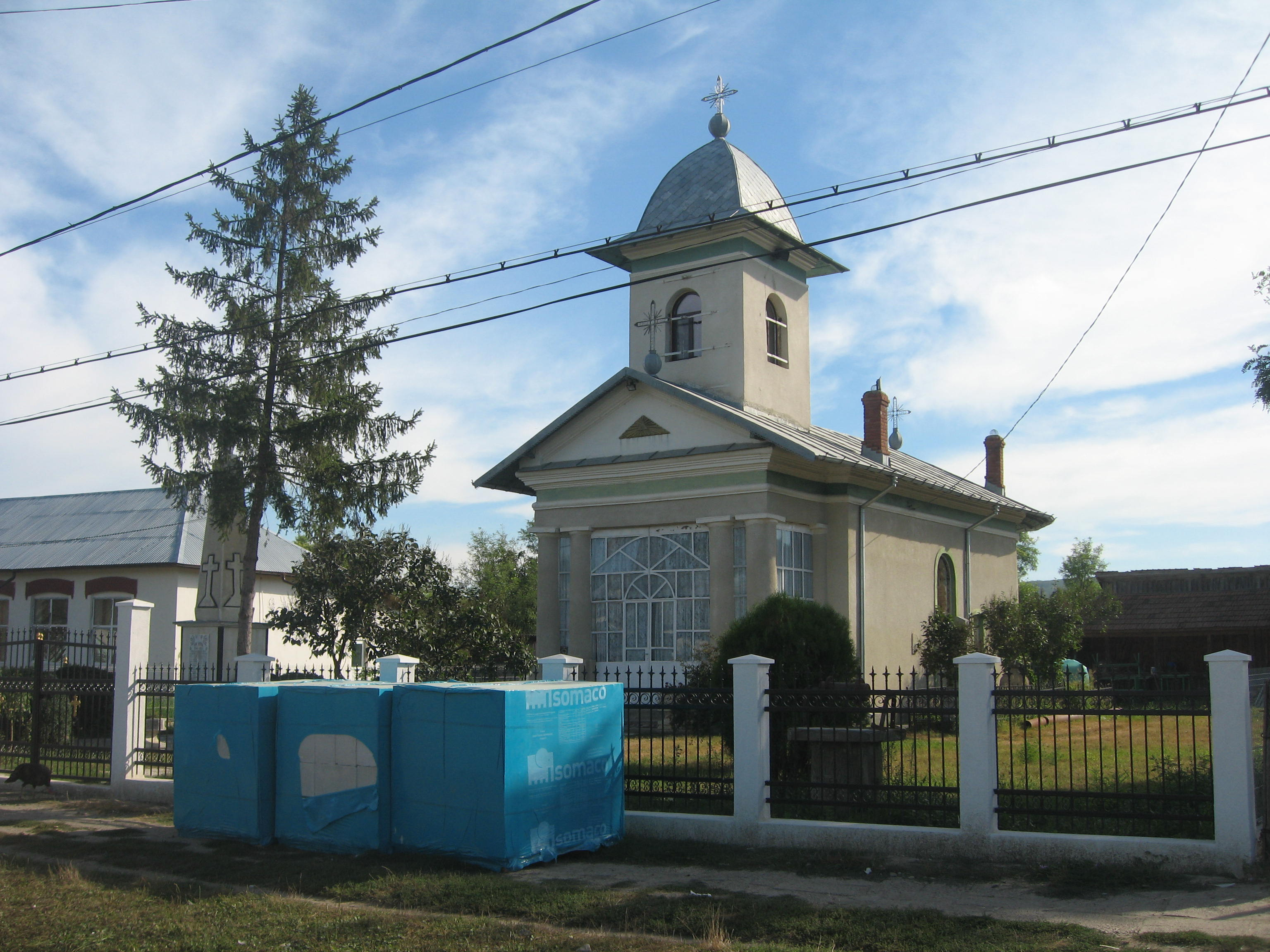

Sfinții Împărați Constantin și Elena se  sărbătoresc  în calendarul bizantin (folosit de bisericile ortodoxe și de bisericile unite cu Roma), pe  data de 21 mai. Sărbătoarea îi amintește  pe împăratul Constantin cel Mare și pe mama sa, Elena Augusta , ca figuri religioase importante.

## Legendă
Gaius Flavius Valerius Aurelius Constantinus, născut în 272/274 și decedat în mai 337, care mai este cunoscut sub numele de Constantin I sau Constantin cel Mare, a fost împărat roman între 306 și 337, devenind conducător al întregului Imperiu Roman după înfrângerea lui Maxentius și a lui Licinius. Legenda spune că în toamna anului 312, în ajunul luptei cu Maxentius, Constantin a zărit pe cer, în plină zi, o cruce strălucitoare, deasupra soarelui, ce avea inscripția: “in hoc signo vinces” – “prin acest semn vei birui”;  iar pe timpul nopții i s-a arătat în vis însuși Iisus Hristos, cu semnul crucii, cerându-i să pună acest semn sfânt pe steagurile soldaților săi, urmând să îi fie protector în focurile bătăliei. Constantin a procedat întocmai după aceste semne și a câștigat bătălia. 

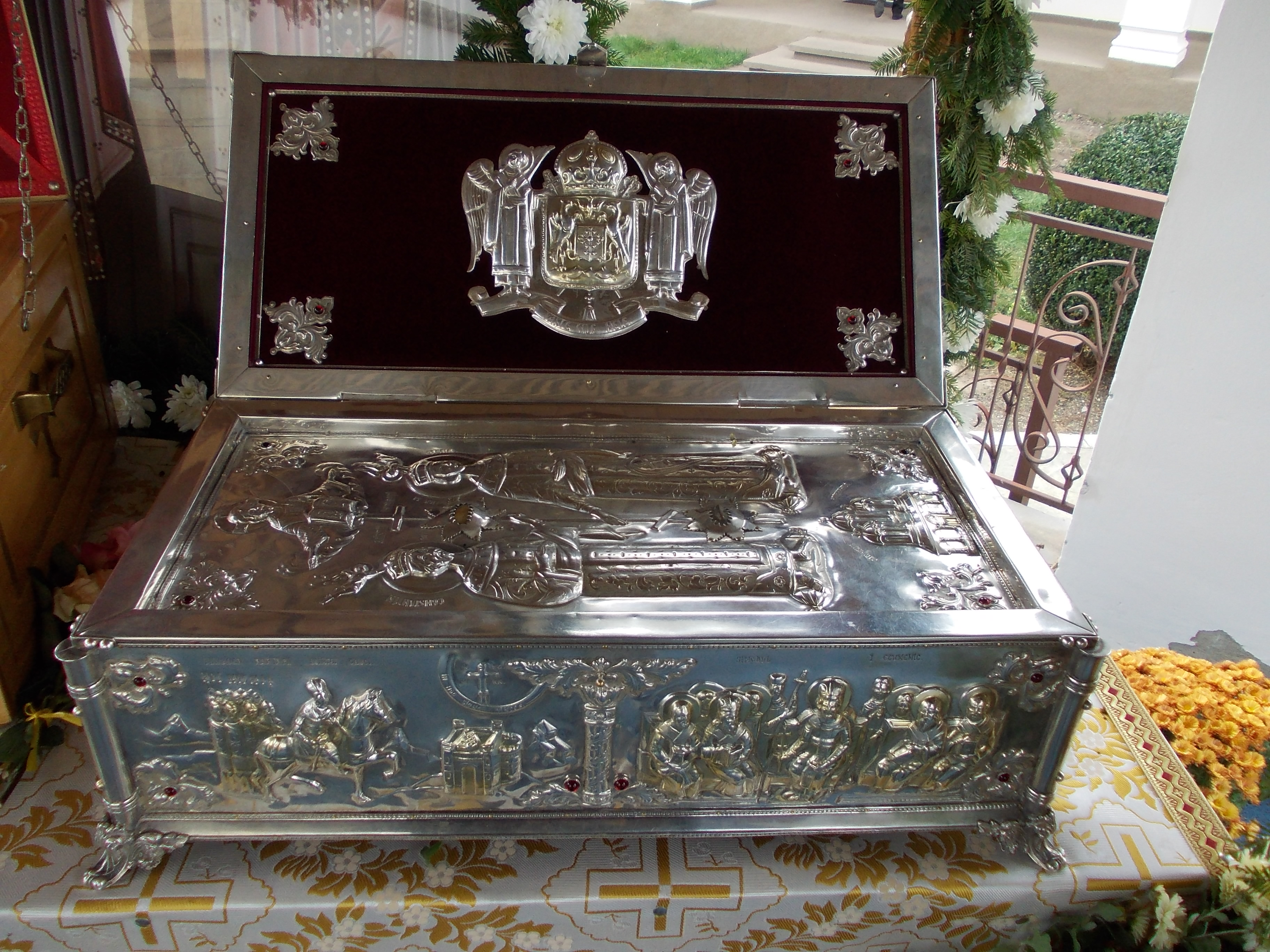
Racla cu moaștele sfinților împărați Constantin și Elena

Flavia Iulia Helena (c.248 - 329) a fost căsătorită cu generalul roman Constantius Chlorus, fiind mama Împăratului Sfântului Constantin cel Mare. A fost o femeie deosebit de credincioasă și cunoscută pentru pioșenia ei. A înfăptuit pelerinajul din Palestina și din provinciile răsăritene, fiindu-i atribuite găsirea moaștelor Sfintei Cruci a lui Hristos și aflarea rămășitelor celor trei magi. Se spune că, în timp ce era în pelerinaj, a văzut oameni care duceau un mort pe o colină unde erau 3 cruci. Aceștia îl apropiau de fiecare dintre ele. Ajungând la ultima, când mortul a atins crucea, a înviat. Așa a fost descoperită crucea pe care a fost răstignit Hristos.

## Tradiții
În calendarul popular românesc sărbătoarea este numită Constantin Graur sau Constandinul puilor.
Se credea că păsările încep să își învețe puii să zboare. Respectarea sărbătorii proteja persoana de lucruri rele și de dureri. Cei care lucrau în această zi nu urmau să beneficieze de odihnă sufletească nici după moarte, conform unei credințe din Ardeal.